# Woodford (Vermont)
Paxville – miasto w Stanach Zjednoczonych, w stanie Vermont, w hrabstwie Bennington.